# Henriquea
Henriquea is een geslacht van hooiwagens uit de familie Assamiidae.
De wetenschappelijke naam Henriquea is voor het eerst geldig gepubliceerd door Roewer in 1927. 

## Soorten
Henriquea is monotypisch en omvat slechts de volgende soort:
- Henriquea spinigera